# الأميرية (عفرين)
الأميرية قرية سوريّة تتبع إداريّاً لمحافظة حلب منطقة عفرين ناحية معبطلي، بلغ تعداد سكانها 955 نسمة حسب التعداد السكاني لعام 2004.